# Cleora ictiubasis
Cleora ictiubasis là một loài bướm đêm trong họ Geometridae.